# Annamitisch gestreept konijn
Het Annamitisch gestreept konijn (Nesolagus timminsi), is een zoogdier uit de familie van de hazen en konijnen (Leporidae). De wetenschappelijke naam van de soort werd voor het eerst geldig gepubliceerd door Averianov, Abramov & Tikhonov in 2000.

## Voorkomen
De soort komt voor in het Annamitisch Gebergte.